# Fucking with F*** - Live
Fucking with F*** - Live  è un cofanetto con 1 DVD e 2 CD degli Edguy, pubblicato il 2 maggio 2009 dalla Nuclear Blast.
Contiene la registrazione di un concerto tenutosi a San Paolo durante il Rocket Ride World Tour 2006-2008.
Il DVD contiene inoltre un documentario girato durante il tour e quattro videoclip (King of fools, Lavatory love machine, Superheroes e Ministry of saints).
I due CD contengono le tracce audio del concerto: il primo dalla traccia 1 alla 7; il secondo dalla 8 alla 14.

## Tracce
1. Catch of the Century
2. Sacrifice
3. Babylon
4. Lavatory Love Machine
5. Vain Glory Opera
6. Land of the Miracle
7. Fucking with Fire
8. Superheroes
9. Save Me
10. Tears of a Mandrake
11. Mysteria
12. Avantasia
13. King of Fools
14. Out of Control